# Trémouilles
Trémouilles (okzitanisch: Tremolhas) ist eine französische Gemeinde mit 473 Einwohnern (Stand: 1. Januar 2022) im Département Aveyron in der Region Okzitanien (vor 2016: Midi-Pyrénées). Sie gehört zum Arrondissement Millau und zum Kanton Raspes et Lévezou. Die Einwohner werden Trémouillais genannt.

## Geographie
Trémouilles liegt etwa 13 Kilometer südsüdöstlich von Rodez. Der Viaur begrenzt die Gemeinde im Norden. Umgeben wird Trémouilles von den Nachbargemeinden Flavin im Norden, Pont-de-Salars im Nordosten, Canet-de-Salars im Osten, Arvieu im Süden, Salmiech im Süden und Südwesten sowie Comps-la-Grand-Ville im Nordwesten.

## Bevölkerungsentwicklung
| Jahr                       | 1962 | 1968 | 1975 | 1982 | 1990 | 1999 | 2006 | 2019 |
| Einwohner                  | 759  | 709  | 626  | 546  | 503  | 504  | 521  | 485  |
| Quellen: Cassini und INSEE |      |      |      |      |      |      |      |      |